# Li Andersson
Li Sigrid Andersson (Turku, 13 maggio 1987) è una politica finlandese, ministro dell'istruzione dal giugno 2019 nel governo Rinne e, dopo la sua caduta nel dicembre 2019, ricopre lo stesso incarico nel successivo governo Marin fino al 2023, con una breve interruzione tra il 2020 ed il 2021.
È dall'11 giugno 2016 leader dell'Alleanza di Sinistra, dopo essere stata dal 2011 al 2015 presidente dell'organizzazione giovanile del partito.
Già membro dal 22 aprile 2015 del parlamento finlandese, dal luglio 2024 Andersson è europarlamentare e presidente della Commissione per l'occupazione e gli affari sociali del Parlamento europeo.

## Biografia
Figlia di Jan-Erik Andersson e Siv Skogman, Andersson si laurea nel 2010 presso l'Università di Turku/Åbo. Studia diritto internazionale, specializzandosi in diritto internazionale sui diritti umani e diritto dei rifugiati. Ha anche studiato lingua e cultura russa. Lavora come Segretario Generale dell'Unione degli Studenti delle Finlandie Svenska Skolungdomsförbund, Vice Segretario del Partito della Sinistra della Finlandia sudoccidentale e tirocinante dell'Organizzazione per i diritti umani dei difensori dei diritti civili.
Nel maggio 2011 è eletta presidente del Partito della Sinistra all'Assemblea di Oulu. Nelle elezioni parlamentari del 2011 fa parte della lista Alleanza di Sinistra, ricevendo 2 170. Nel 2012, Andersson e Mikael Brunila e Dan Koivulaakso  pubblicano il libro Äärioikeisto.
Nelle elezioni parlamentari europee del 2014, Andersson riceve oltre 47 000 voti. Nelle elezioni parlamentari del 2015, è eletta membro del parlamento dal collegio elettorale della Finlandia sudoccidentale con 15 071 voti. Dopo l'elezione, Andersson è eletta primo vice presidente del gruppo parlamentare dell'Alleanza di Sinistra. È membro del comitato educativo.
Nel giugno 2016 è eletta presidente dell'Alleanza di Sinistra durante una riunione di partito a Oulu.
Nelle elezioni parlamentari del 2019, Andersson ottiene il secondo maggior numero di voti nel paese, un totale di 24 404 voti nel collegio elettorale della Finlandia sudoccidentale. Solo Jussi Halla-aho riceve più voti.

## Posizioni politiche
Dopo aver avuto posizioni critiche nelle sanzioni contro la Russia, pur avendone criticato la deriva autoritaria, a seguito dell'invasione russa dell'Ucraina del 2022 si è dichiarata a favore del sostegno a quest'ultima, e favore dell'integrazione finlandese nella NATO.
È a favore ad intraprendere azioni più decisive contro il cambiamento climatico.
Nel 2018, ha proposto l'introduzione di un monte ore lavorativo ridotto, di quattro giorni a settimana o di sei ore giornaliere.
Sostiene la liberalizzazione della cannabis.

## Vita privata
Li Andersson convive con l'ex giocatore di hockey su ghiaccio Juha Pursiainen  a Turku. Ha dato alla luce una figlia nel gennaio 2021.
Andersson appartiene alla minoranza nazionale finlandese di lingua svedese.